# Skai Jackson
Skai Jackson (* 8. dubna 2002, Staten Island, New York, New York, USA) je americká herečka, autorka a youtuberka. 
Kariéru začala již jako dítě. Její první hlavní role byla v nezávislém filmu Kid Liberty (2007). Následovaly další filmy, jako je Rescue Me (2008) a Rebound (2009). Od roku 2010 do roku 2011 hrála v televizním seriálu Team Umizoomi, Royal Pains a Boardwalk Empire. Měla také malé role ve filmech Arthur a Šmoulové. V roce 2011 byla obsazena do role Zuri Rossové na Disney Channel v komediálním seriálu Jessie.V roce 2016 byla označena za jednu z nejvlivnějších mládeží. Roku 2019 vydala svoji knihu s názvem Reach for the Skai: How to Inspire,Enpower, and Clapback.

## Rané dětství
Narodila se ve čtvrti Staten Island v New Yorku. Svoji kariéru začala jako dětská modelka.Jako dítě si zahrála v několika reklamách.

## Kariéra

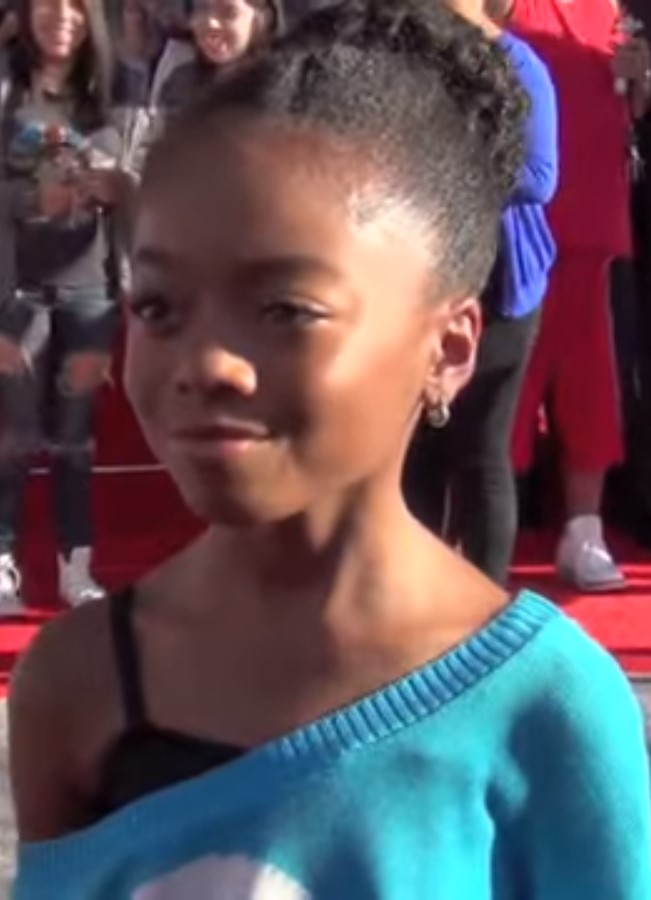
Skai Jackson (rok 2013) na červeném koberci (Disney's PLANES)

Skai první hlavní role byla ve filmu Liberty Kid (2007), po kterém následovala role v seriálu Rescue Me (2008). v roce 2009 si zahrála menší roli ve filmu The Rebound, v tom samém roce byla obsazena v seriálu Bubble Guppies od Nickelodeonu.Poté si zahrála v televizních seriálech Team Umizoomi, Royal Pains, Boardwalk Empire a filmech Arthur a Šmoulové.V roce 2011 byla obsazena v seriálu Jessie od Disney Channelu. Kde si zahrála dívku jménem Zurri Ross, tento seriál trval do roku 2015.Za tuto roli byla nominována na Imagine Award. Roku 2013 se objevila jako Joetta Watson ve filmu The Watsons Go To Brimingham. V následujícím roce propůjčila svůj hlas epizodě v animovaném seriálu Ultimate Spider-Man. Roku 2015, co seriál Jessie skončil si zopakovala roli ve spin-off seriáu Bunk'd, odešla po třetí sezóně roku 2018. Roku 2017 byla nominována na Shorty Awards pro nejlepší vlivnou osobu. Roku 2018 se objevila v Marvel Rising. Byla také v roce 2019 obsazena ve videoklipu od Lil Nas X k písničce Panini. Ve stejném roce vydala svoji knihu jménem Reach for the Skai: How to Inspire, Empower, and Clapback. Dne 2.9. 2020 byla vyhlášena jednou ze soutěžících v 29. sezóně Dancing with the stars, který měl premiéru 14.9. 2020. Jejím tanečním partnerem byl Alan Bersten. Tento pár se dostal až do semifinále, ale 16.11. 2020 byli vyřazeni.